# Monastère Corpus Domini de Ferrare
Le monastère Corpus Domini est un monastère situé 4, via Pergolato, à Ferrare. 

## Histoire et description
Le monastère a d'abord été fondé en tant que maison de femmes pénitentes et est devenu en 1431 un couvent franciscain des Clarisses Observantes. C'est la maison de Caterina Vigri (Sainte Catherine de Bologne) de 1431 à 1456 qui a servi de maîtresse aux novices, enseignant à environ 100 femmes à devenir des religieuses pieuses. C'est aussi une artiste qui a illuminé son propre bréviaire et aurait décoré les murs du couvent avec des images de l'Enfant Jésus, détruits  en 1667 lors d' un incendie. L'édifice a été reconstruit et redécoré à la fin du baroque. La Communion des apôtres de Giambettino Cignaroli (1768) se trouve sur son autel principal, tandis que la fresque du plafond de l'église, Gloire de sainte Catherine est de Giuseppe Ghedini. 
L'édifice est encore un monastère, une communauté de religieuses franciscaines des Clarisses. Une de leurs abbesses était la fille de Lucrèce Borgia, Éléonore d'Este, une des premières écrivaines de musique chorale polyphonique pour femmes.

## Tombes notables
L'église est le lieu de sépulture de plusieurs membres de la maison d'Este : 
- Lionel d'Este
- Éléonore de Naples
- Nicolas III d'Este
- Hercule Ier d'Este
- Alphonse Ier d'Este
- Hercule II d'Este
- Éléonore d'Este, fille d'Alphonse Ier d'Este
- Lucrèce d'Este, fille d'Hercule II d'Este
- Éléonore d'Este, fille d'Hercule II d'Este
- Lucrèce Borgia
- Lucrèce de Médicis
- Alphonse II d'Este

## Images

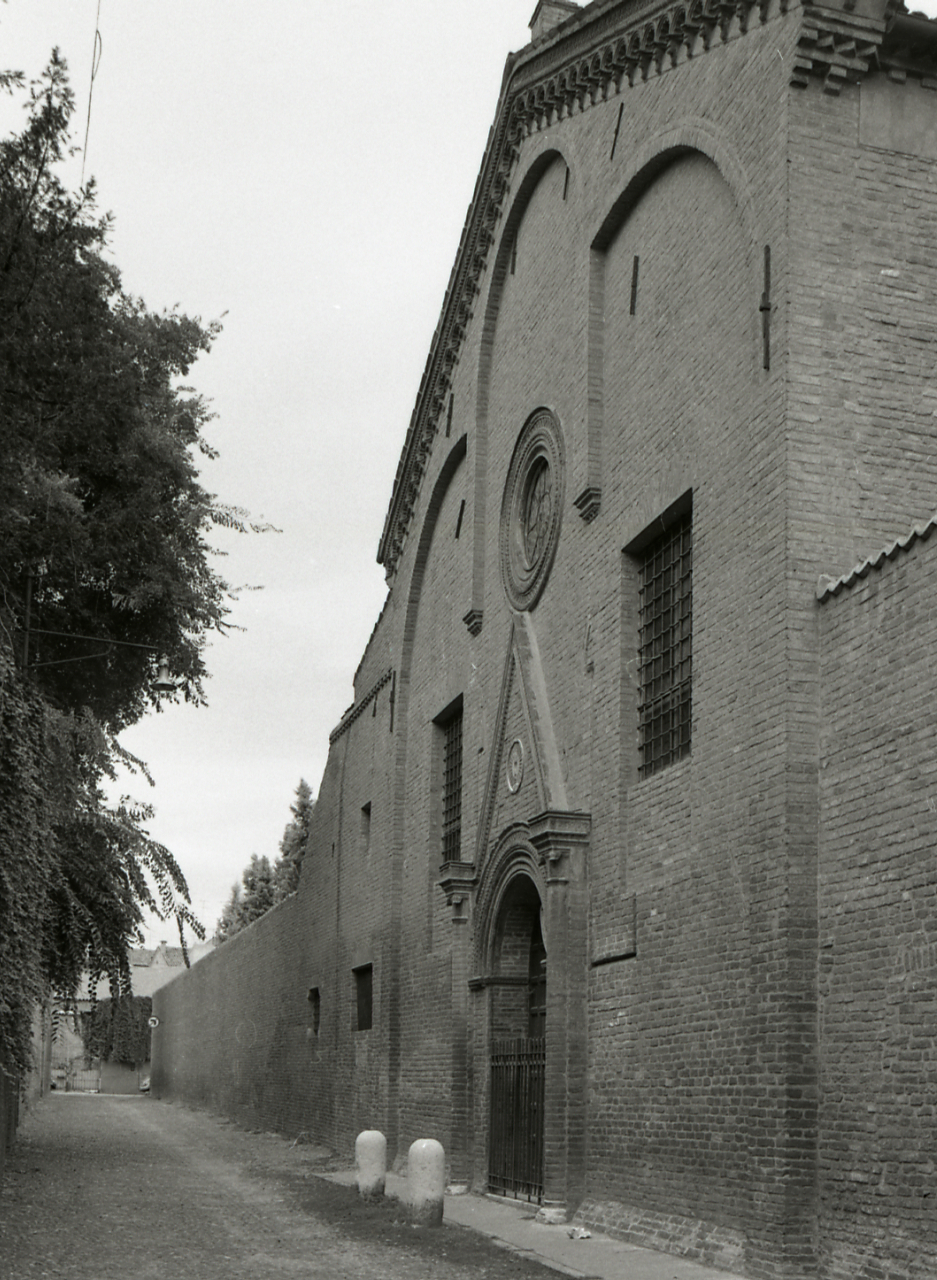
Entrée. Photo de Paolo Monti, 1974.
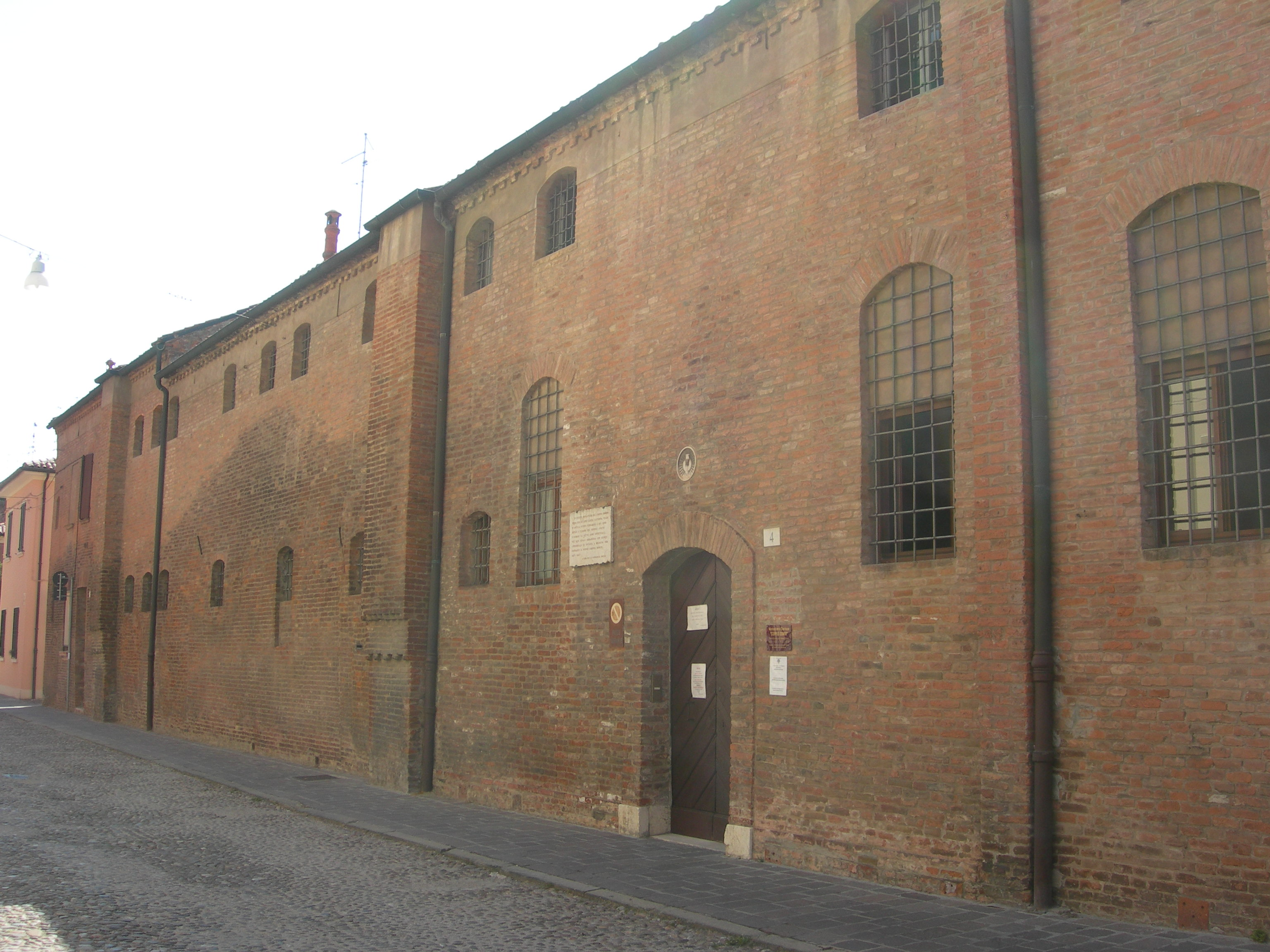
Façade du monastère.
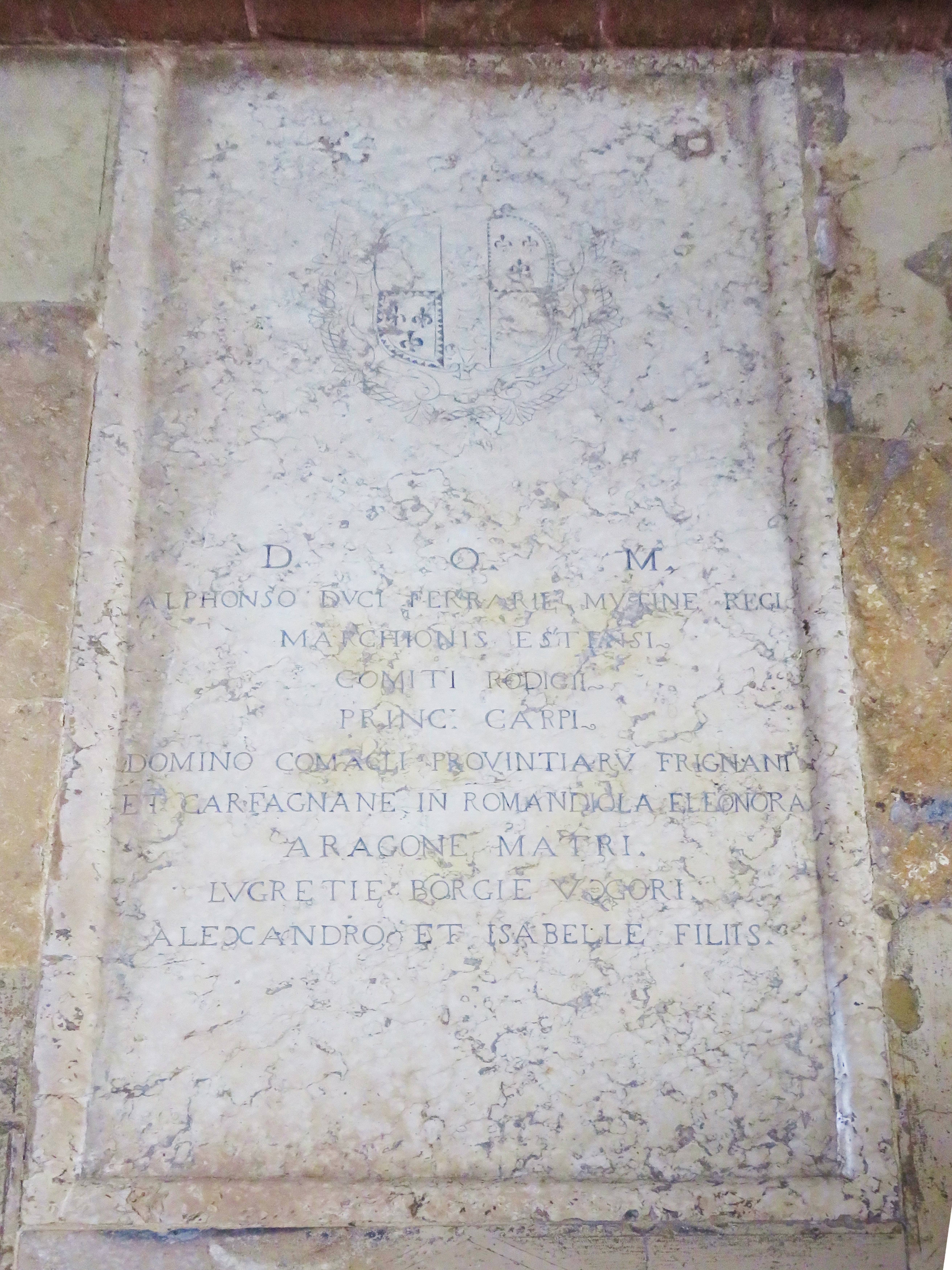
Pierre tombale d'Alphonse Ier, de Lucrezia Borgia et de certains de leurs enfants.
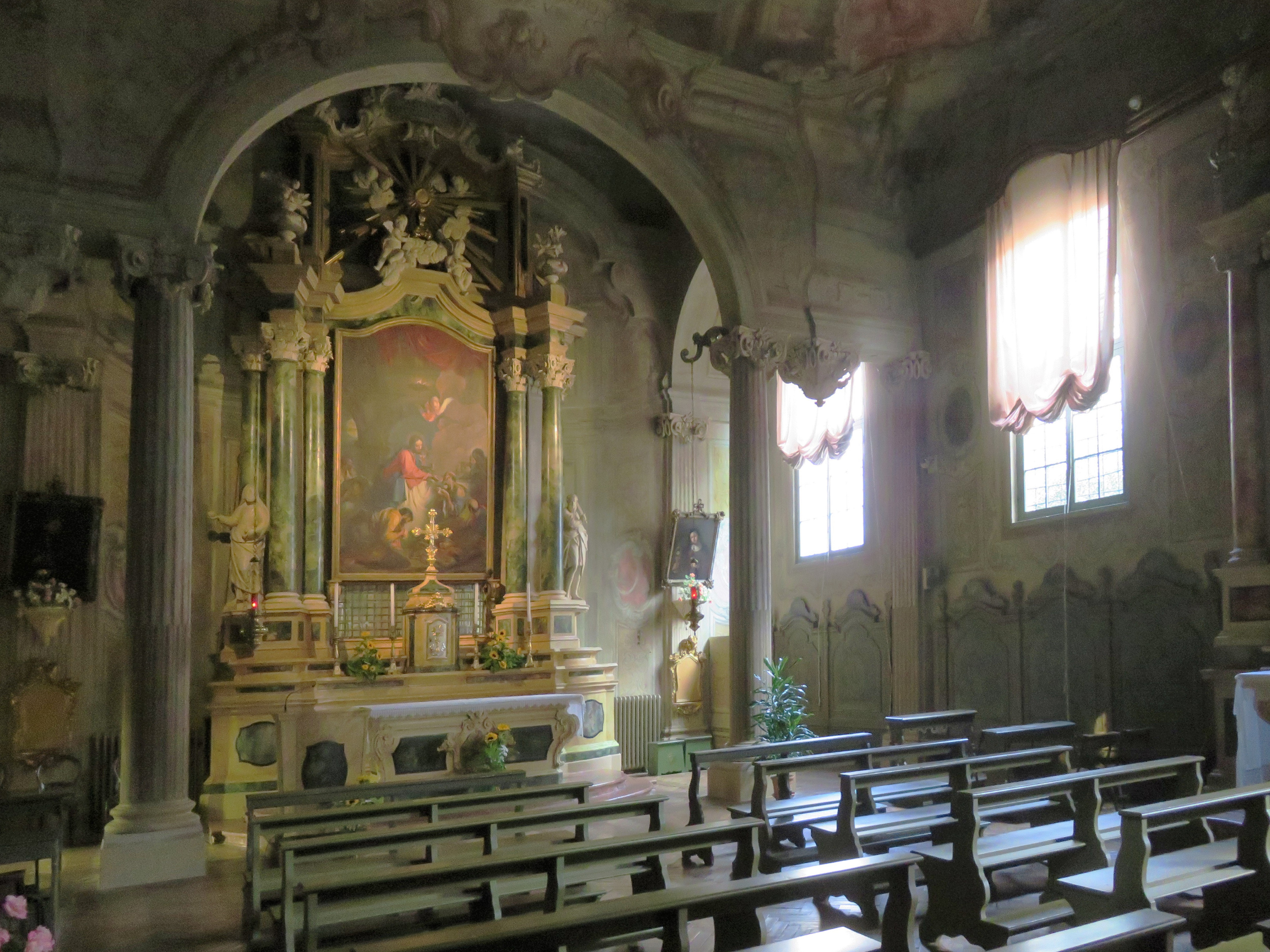
Intérieur de l'église du monastère.